# Кубань (поезд)
Кубань — бывшее название фирменного поезда ОАО "Российские железные дороги" (РЖД), который курсирует по маршруту Новороссийск — Москва — Новороссийск. 1 июня 2009 года поезд переведен в класс «Премиум» и утратил собственное имя и дизайн.

## Дизайн
Изначально, в СССР, в 70—80-х гг прошлого столетия, вагоны фирменного поезда "Кубань" были окрашены в синий цвет. Широкая межоконная полоса была красного цвета. Снизу и сверху окон шли два накладных молдинга желтого цвета. Сверху над окнами белым цветом была нанесена надпись "Кубань". В составе поезда имелись мягкие вагоны "микст" венгерского производства с 4-местными купе.  Многим позже, вагоны были окрашены под цвет Кавказских гор светло-серыми тонами, межоконное пространство имело синий оттенок — цвет моря, а желтая полоса через весь поезд напоминала о том, что Кубань по-прежнему остается всероссийской житницей. С 2009 года кузовы вагонов окрашены в фирменные цвета компании РЖД — серебристый и серый. На них крупно нанесен новый логотип ОАО «РЖД».

## Маршрут
Фирменный поезд «Кубань» (ныне «Премиум») доставляет пассажиров до Москвы за 21,25 часа, и обратно в Новороссийск за 22 часа. Из Москвы поезд отправляется с Казанского вокзала. На маршруте поезд делает 10 остановок на станциях: Тоннельная, Крымская, Краснодар I, Ростов-Главный, Россошь, Лиски, Придача (Воронеж), Грязи-Воронежские, Мичуринск-Воронежский и Рязань II. В пути из Москвы в Новороссийск поезд так же останавливается на станции Северская (техническая стоянка).

## Расписание
| 030С Москва — Новороссийск        | 030С Москва — Новороссийск | 030С Москва — Новороссийск |                               |                    |                    | 030Й Новороссийск — Москва | 030Й Новороссийск — Москва | 030Й Новороссийск — Москва |
| 22 ч                              | 22 ч                       | 22 ч                       | Общее время в пути            | Общее время в пути | Общее время в пути | 21 ч 16 мин                | 21 ч 16 мин                | 21 ч 16 мин                |
| Прибытие                          | Стоянка                    | Отправление                | Раздельные пункты             | Расстояние         | Код «Экспресс-3»   | Прибытие                   | Стоянка                    | Отправление                |
| Московская железная дорога        |                            |                            |                               |                    |                    |                            |                            |                            |
| П. №030                           |                            |                            |                               |                    |                    |                            |                            |                            |
| —                                 | —                          | 14:30                      | Москва-Пассажирская-Казанская | 0                  | 2000003            | 19:00                      | —                          | —                          |
| 17:07                             | 5                          | 17:12                      | Рязань II                     | 198,1              | 2000080            | 15:59                      | 5                          | 16:04                      |
| —                                 | —                          | 18:19                      | Пост 315 км                   | 315                | 2001092            | —                          | —                          | 14:52                      |
| Юго-Восточная железная дорога     |                            |                            |                               |                    |                    |                            |                            |                            |
| 19:23                             | 5                          | 19:28                      | Мичуринск-Воронежский         | 410,7              | 2014418            | 13:42                      | 5                          | 13:47                      |
| 20:08                             | 3                          | 20:11                      | Грязи-Воронежские             | 470                | 2014390            | 12:56                      | 3                          | 12:59                      |
| 21:28                             | 5                          | 21:33                      | Придача                       | 588,7              | 2014496            | 11:20                      | 5                          | 11:25                      |
| 22:31                             | 12                         | 22:43                      | Лиски                         | 667,9              | 2014120            | 10:08                      | 12                         | 10:20                      |
| 00:14                             | 5                          | 00:19                      | Россошь                       | 783,9              | 2014540            | 08:32                      | 5                          | 08:37                      |
| Северо-Кавказская железная дорога |                            |                            |                               |                    |                    |                            |                            |                            |
| —                                 | —                          | 01:37                      | Сохрановка (САИ ПС)           |                    |                    | —                          | —                          | 07:14                      |
| —                                 | —                          | 01:38                      | Сохрановка                    | 895                | 2064667            | —                          | —                          | 07:13                      |
| 05:33                             | 24                         | 05:57                      | Ростов-Главный                | 1230,7             | 20640000           | 03:03                      | 15                         | 03:18                      |
| —                                 | —                          | —                          | Блок-пост 7 км                | 1248,7             | 2064300            | —                          | —                          | 02:43                      |
| №029                              | №029                       | №029                       |                               |                    |                    | №029                       | №029                       | №029                       |
| —                                 | —                          | 06:18                      | Блок-пост 7 км                | 1248,7             | 2064300            | —                          | —                          | —                          |
| 09:08                             | 16                         | 09:24                      | Краснодар I                   | 1510               | 2064800            | 23:49                      | 4                          | 23:53                      |
| 09:55                             | 24                         | 10:19                      | Северская*                    | 1541,7             | 2064187            | —                          | —                          | 23:20                      |
| 10:47                             | 4                          | 10:51                      | Эриванский*                   | 1576,2             | 2064187            | —                          | —                          | 22:56                      |
| 11:14                             | 5                          | 11:19                      | Крымская                      | 1596,8             | 2064320            | 22:25                      | 4                          | 22:35                      |
| 11:50                             | 15                         | 12:05                      | Тоннельная                    | 1628,3             | 2064195            | 21:45                      | 5                          | 21:50                      |
| 12:30                             | —                          | —                          | Новороссийск                  | 1645,6             | 2064110            | —                          | —                          | 21:15                      |
|                                   |                            |                            |                               |                    |                    | П. №030                    |                            |                            |

## Интересные факты
- Вагон-ресторан поезда «Кубань» занял второе место по итогам Всероссийского конкурса на лучший фирменный поезд, лучший вагон-ресторан и лучшее обслуживание пассажиров в вагонах повышенной комфортности бизнес-класса поездов ОАО «РЖД», который проходил в Санкт-Петербурге, на Ладожском вокзале 26 апреля 2006 года.
- За добросовестный труд и внимательное отношение к пассажирам в 1980 году бригады проводников «Кубани» были направлена на обслуживание Олимпийских игр в Москву.
- В марте 2005 года проводники «Кубани» были признаны лучшими среди поездных бригад фирменных поездов СКЖД.
- Ежегодно услугами поезда «Кубань» пользуются около 280 тыс. пассажиров, а с момента присвоения ему категории «фирменный» он перевез более 11 млн. 150 тыс. человек.